# Sasaki to P-chan
Sasaki to P-chan (jap. 佐々木とピーちゃん) ist ein japanischer Online-Fortsetzungsroman von Buncololi, der seit 2018 erscheint und seither in mehrere andere Medien umgesetzt wurde. Adaptionen als Light Novel, Manga und Anime wurden international als Sasaki and Peeps bekannt. Die Isekai-Geschichte erzählt von einem Büroangestellten, der sich einen Vogel anschafft, der sich als Magier aus einer anderen Welt entpuppt und ihn in diese reisen lässt. Damit beginnen Abenteuer mit verschiedensten Personen mit übernatürlichen Fähigkeiten in der menschlichen und in der anderen Welt.

## Inhalt
Als Büroangestellter mittleren Alters, der seinen Beruf sehr ernst nimmt aber noch keine Familie gründen konnte, fühlt sich Sasaki recht einsam. In der Handelsfirma, in der er arbeitet, hilft er gern den jüngeren Kollegen aus. Auf deren Anregung schaut er sich nach einem Haustier um und kauft schließlich den kleinen Vogel Peeps. Der stellt sich schnell nicht nur als sprechendes Tier, sondern als Wiedergeburt eines weisen Magiers aus einer anderen Welt heraus. Mit seiner Hilfe – und auch dessen Verlangen – kommen sie in das fantastisch anmutende Heimatland von Peeps, dem Königreich Herz. Bald betreibt der geschäftstüchtige Sasaki einen lebhaften Handel zwischen seiner Welt und der Parallelwelt, besonders dem Händler Marc. Peeps lehrt ihm dabei auch einiges an Magie. Und durch den Nebenerwerb kann Sasaki einiges dazuverdienen. Schließlich kann er den jungen Koch French anheuern, der für ihn ein lukratives Restaurant mit Rezepten aus Sasakis Welt führt und sogar der Viscomte Müller nimmt Kontakt mit ihm auf.
Eines Abends aber wird er Zeuge eines Kampfes und mischt sich mit seiner neu erlernten Magie ein. Die angegriffene Frau stellt sich als Agentin einer Organisation heraus, die Menschen mit übernatürlichen Fähigkeiten sucht, registriert und für die Regierung überwacht. Sie hat nun auch Sasaki im Visier. Der muss sich nun auch registrieren, auch wenn er die meisten Fähigkeiten und Peeps verschweigt, und von nun an bei der Organisation arbeiten. Hoshizaki, die ihn entdeckt hat, will gern weiter mit ihm arbeiten. Denn Sasaki kann aus dem Nichts Eis erschaffen und sie kann Wasser beliebig manipulieren. Ein Einsatz im Kampf ist ihm aber zuwider. Sein neuer Vorgesetzter Akutsu nimmt ihn zwar in Schutz. Doch schon das Verbergen einer sonstigen Fähigkeiten und von Peeps sowie der Reisen in die andere Welt wird durch die Organisation schwieriger. Schließlich wird Sasaki doch in einen Kampfeinsatz geschickt, dessen Gegner sich als unerwartet gefährlich erweisen. Dank seiner weiteren magischen Fähigkeiten kann Sasaki bestehen und Hoshizaki retten. Mit den Angreifern vereinbart er einen Deal, um seine Kräfte geheim zu halten. In der Organisation steigt er so auf, während im Königreich Herz ein Krieg droht. Er hilft dem Viscomte, Versorgungsgüter einzulagern. Als Müller dann stirbt, kommt es zu einem Streit um die Nachfolge, in dem Marc die Tochter Elsa in seine Obhut nehmen soll.

## Veröffentlichungen
Die Geschichte wurde zunächst von Buncololi selbst auf der Online-Plattform Shōsetsuka ni Narō veröffentlicht. Eine von Kantoku illustrierte Version als Light Novel erscheint seit Januar 2021 bei Media Factory in bisher acht Bänden. Ebenfalls im Januar 2021 startete im Magazin Shōnen Ace Plus eine von Pureji Osho geschaffene Adaption als Manga. Die Kapitel wurden auch in bisher drei Sammelbänden veröffentlicht. Sowohl die Light Novel als auch der Manga erscheinen auf Englisch bei Yen Press beziehungsweise deren Label Yen On.

## Animeserie
Bei Studio Silver Link entstand eine Umsetzung der Geschichte als Anime-Fernsehserie. Regie führte Mirai Minato und die Drehbücher schrieb Deko Akao. Das Charakterdesign wurde durch Saori Nakashiki adaptiert und die künstlerische Leitung lag bei Yūki Araki. Tonregie führte Nobuyuki Abe und für die Kameraführung war Yūtarō Kikuchi verantwortlich. Es entstanden zwölf Folgen mit einer Laufzeit von 23 Minuten, mit Ausnahme der ersten Folge mit einer Länge von 48 Minuten.
Der Anime wurde im Juli 2022 erstmals angekündigt. Die Serie wurde erstmals vom 5. Januar bis 22. März 2024 von den Sendern AT-X, Tokyo MX, Sun TV, BS NTV und KBS Kyoto in Japan gezeigt. Parallel dazu wurde sie international von Crunchyroll per Streaming veröffentlicht, unter anderem mit deutschen und englischen Untertiteln sowie später mit einer englischen Synchronfassung.

### Synchronisation
| Rolle           | japanischer Sprecher (Seiyū) |
| --------------- | ---------------------------- |
| Sasaki          | Tomokazu Sugita              |
| P-chan / Peeps  | Aoi Yūki                     |
| Hoshizaki       | Rie Takahashi                |
| Akutsu          | Ryōtarō Okiayu               |
| Shizuka Futari  | Naomi Ōzora                  |
| Marc            | Mitsuo Iwata                 |
| Viscomte Müller | Hiroki Yasumoto              |
| French          | Daisuke Namikawa             |
| Elsa            | Miyu Tomita                  |
| Sebastian       | Tesshō Genda                 |
| Magical Pink    | Inori Minase                 |

### Musik
Die Musik der Serie produzierte Nippon Columbia. Das Vorspannlied ist Fly von Madkid und für den Abspann verwendete man das Lied Aimai Girl von Aguri Oonishi.